# Parafia św. Wojciecha w Nowodworze
Parafia Świętego Wojciecha w Nowodworze – parafia rzymskokatolicka w Nowodworze.
Parafia erygowana w 1612 roku. Obecny kościół parafialny murowany, wybudowany w latach 1991-1997, staraniem ks. Michała Śliwowskiego
Styl - tradycyjny.
Terytorium parafii obejmuje: Borki, Dwórzec, Grabowce Górne, Grabów Rycki, Jakubówkę, Nowodwór, Przestrzeń, Ryczę, Wrzosówkę, Zawitałę oraz Zielony Kąt.